# Шоумаров, Гайрат Бахромович
Гайрат Бахромович Шоумаров (род. 1947, Ташкент) — советский и узбекистанский работник образования, академик. Министр народного образования Узбекистана (2008—2010)

## Биография
Родился в 1947 году в Ташкенте в семье врача.
Окончил Ташкентский государственный педагогический институт им. Низами (1973).
Аспирант (1977—1979) НИИ дефектологии Академии педагогических наук в Москве, старший научный сотрудник (1988—1989). Он является действительным членом (академиком) Международной академии психологических наук. С 1991 по 1996 год был ректором Центрального института повышения квалификации народного образования им. А. Авлони, с 1996 по 1998 год — директором Республиканского центра образования.
Доктор наук (1990), психолог, профессор (1993). Главный советник Аппарата Президента Республики Узбекистан (2000). Одновременно с 3 апреля 2000 года — руководитель группы по реализации Национальной программы подготовки кадров на 2002—2008 годы, ректор Узбекского государственного университета мировых языков.
В 2008—2010 гг. — министр народного образования Республики Узбекистан, советник министра народного образования Республики Узбекистан.